# Girolamo Campagna
Girolamo Campagna (Verona, 1549 – Venezia, 1625) è stato uno scultore italiano.

## Biografia

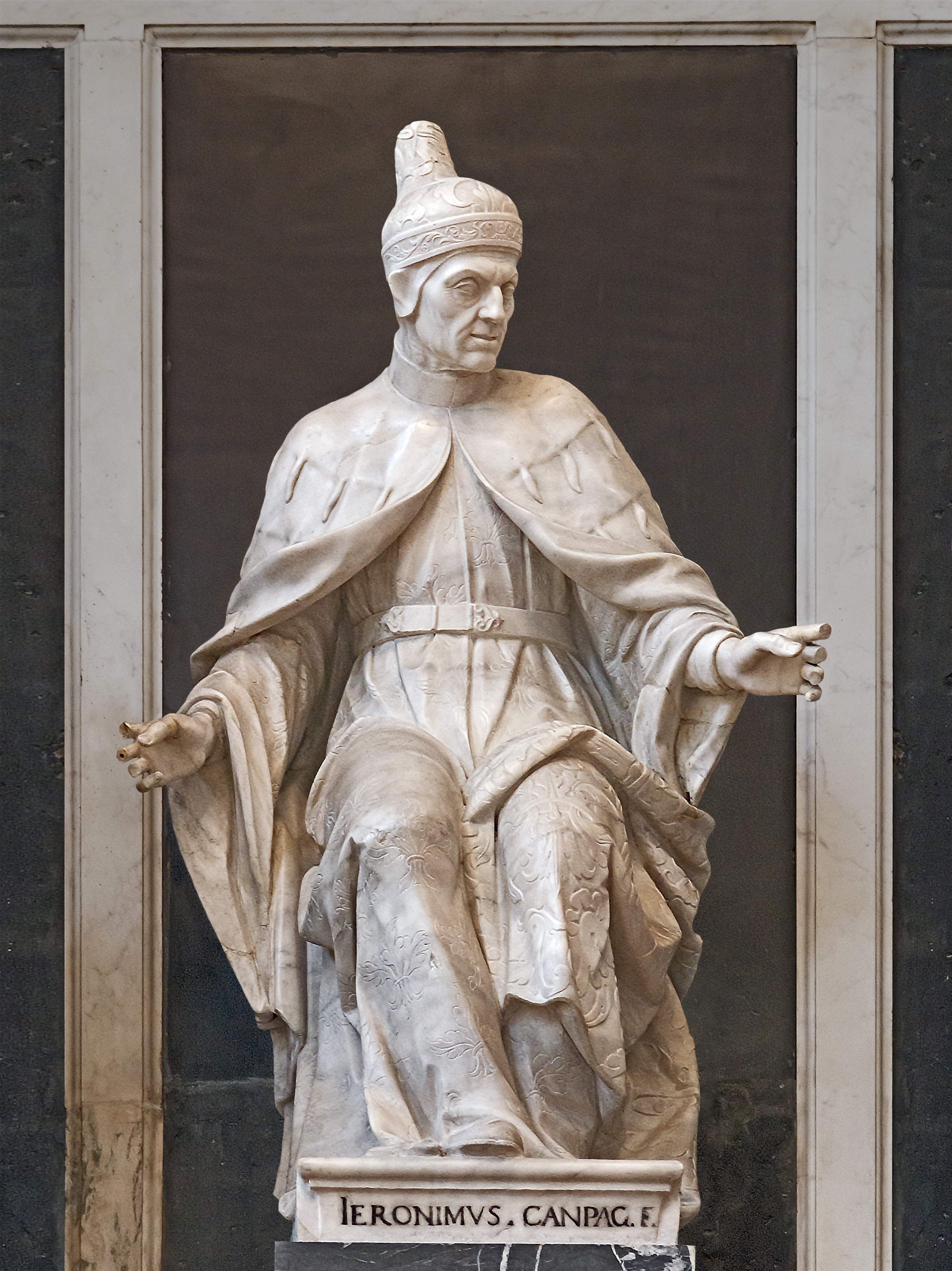
Leonardo Loredan, particolare dal monumento funebre in San Zanipolo

Allievo di Danese Cattaneo, fu suo collaboratore sino alla sua morte e lavorò sotto la direzione del maestro nel Monumento Fregoso in Santa Anastasia a Verona e in quello Loredan nella basilica dei Santi Giovanni e Paolo a Venezia, nel quale eseguì su modello del maestro la Statua del Doge. Il Campagna fu artista di prodigiosa fecondità che riempì le chiese di Venezia, nonché di Verona e di Padova di altari, monumenti funerari e statue. La sua vita artistica fu influenzata dal Sansovino e ael Palladio, pur con accenti già barocchegianti.
A lui appartengono fra l'altro le statue in stucco del coro di San Sebastiano (1582) e quelle della Scuola Grande di San Rocco (1587), uno dei due Giganti all'entrata della Zecca (1591; l'altro è di Tiziano Aspetti), il busto di Francesco Bassano nel Museo Civico di Bassano (1592) e la decorazione plastica dei monumenti dei dogi Marino Grimani (su architettura di Vincenzo Scamozzi) in San Giuseppe di Castello, e Dolfin in San Salvador, dell'altare del Sacramento in San Zulian e dell'altare maggiore in San Giorgio Maggiore e il monumento al doge Pasquale Cicogna (fine XVI-inizio XVII secolo) che si trova nella chiesa di Santa Maria Assunta o dei Gesuiti.

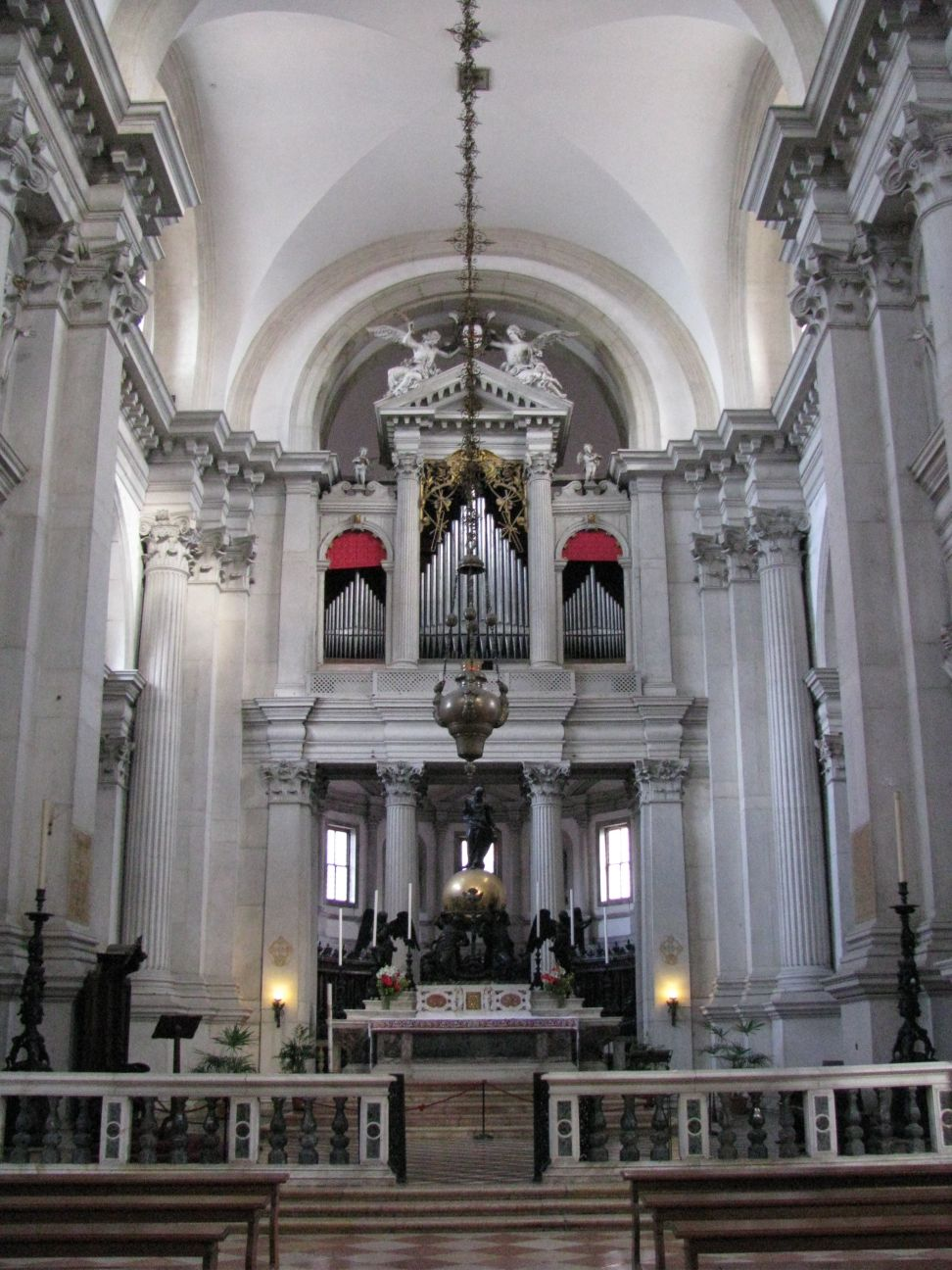
Altare maggiore in San Giorgio Maggiore

Bellissimo in quest'ultimo l'animato gruppo bronzeo dei quattro Evangelisti che sostengono con visibile sforzo il globo terrestre, sul quale sorge la figura di Dio Padre benedicente, in un vivo, a volte violento percuotere di luci sulla frastagliata superficie metallica. Altre opere a Venezia sono il San Francesco nella chiesa di Santa Maria dei Miracoli e la Pietà nella chiesa di San Zulian in Venezia.
Lavorò anche ai monumenti di Sperone Speroni e Giulia Speroni nella cattedrale di Padova.
Tra i più alti capolavori del Campagna figurano anche le due statue bronzee dell'Annunciazione (già sul Palazzo del Consiglio a Verona, oggi nel locale museo in Castelvecchio), figure studiate in una sapiente, espressiva e non innaturale mimica e animate da un moto di trasporto sentimentale del tutto nuovo.